# San Miguel de Tamboya
San Miguel de Tamboya es un caserío peruano ubicado en el distrito de Yamango, perteneciente a la provincia de Morropón del departamento de Piura, al norte del Perú. 

## Ubicación
San Miguel de Tamboya se ubica al noreste de la provincia de Morropón, en el distrito de Yamango, en el departamento de Piura.

## Demografía
En 2017 San Miguel de Tamboya tenía una población de 110 habitantes.